# Bari chlorat
Bari chlorrat là một hợp chất vô cơ có công thức hóa học được quy định là Ba(ClO3)2. Hợp chất này tồn tại dưới dạng là một chất rắn kết tinh, có màu trắng và là muối của bari với acid chlorric. Bari chlorrat là một chất gây kích ứng và độc, cũng như tất cả các hợp chất bari hòa tan. Nó đôi khi được sử dụng trong pháo hoa để tạo ra màu xanh lá cây. Hợp chất này cũng được tìm thấy sử dụng trong sản xuất acid chlorric.

## Sử dụng thương mại

### Pháo hoa
Bari chlorrat khi được đốt bằng nhiên liệu, tạo ra một ánh sáng xanh rực rỡ. Bởi vì nó là một chất oxy hóa, một chất cung cấp khí chlor và chứa một kim loại, hợp chất này tạo ra một màu xanh lá cây không thế so sánh. Tuy nhiên, do sự không ổn định của tất cả các chlorrat gây ra đối với lưu huỳnh, acid và ion amoni, bari chlorrat đã bị cấm sử dụng trong pháo hoa lớp C ở Hoa Kỳ. Do đó, ngày càng có nhiều nhà sản xuất pháo hoa bắt đầu sử dụng các hợp chất bền hơn như bari nitrat và bari cacbonat.